# Доктор Ху (9. серијал)
Девети серијал британског научнофантастичног програма Доктор Ху почео је 19. септембра 2015. епизодом „Мађионичарев шегрт”, а завршен је 5. децембра 2015. епизодом „Ђаволски упоран”. Серијал је водио главни сценариста и извршни продуцент Стивен Мофат заједно са извршним продуцентом Брајаном Минчином. Ники Вилсон, Питер Бенет и Дерек Ритчи су били продуценти. Серијал је девети који се емитовао након оживљавања програма 2005. године и укупно је тридесет пета сезона.
Ово је други серијал са Питером Капалдијем у улози Дванаестог Доктора, ванземаљског Господара времена који путује кроз време и простор у свом ТАРДИС-у који је прерушен у ложу британске полиције. У серијалу такође глуми Џена Колман као Докторова сапутница Клара Освалд у свом трећем и последњем серијалу у овој улози. Такође, главну улогу у серијалу тумачи Мејси Вилијамс као Ашилда, викиншкиња коју је Доктор учинио бесмртном, што доводи до великих догађаја који настају као исход њених сусрета са Доктором. Главна прича серијала врти се око мистерије бића званог Хибрид, комбинације два велика ратничка рода. Докторова истрага о овом бићу га на крају води назад на његову родну планету Галифреј, која се у потпуности враћа у серијалу.
Стивен Мофат је написао четири епизоде сам и био је коаутор још две. Остали сценаристи који су радили на овом серијалу били су Тоби Вајтхаус, Џејми Метисон, Кетрин Трегена, Питер Харнес, Марк Гетис и Сара Долард. Девети серијал добио је признање критичара, а многи су га сматрали најјачом сезоном серије до тог тренутка. Аспекти серијала који су наишли на највише похвала укључују сценарио, режију и грађу серијала, као и наступе Питера Капалдија, Џене Колман и Мејси Вилијамс.

## Улоге

### Главне
- Питер Капалди као Дванаести Доктор
- Џена Колман као Клара Освалд (специјал 1 и серијал)
- Ник Фрост као Деда Мраз (специјал 1)
- Алекс Кингстон као Ривер Сонг (специјал 2)

### Епизодне
- Мишел Гомез као Миси (епизоде 1−2)
- Мејси Вилијамс као Ашилда

### Гостујуће
- Мет Лукас као Нардол (специјал 2)

## Епизоде
Серијал садржи више од једне дводелне приче по први пут од шестог серијала 2011. године. Епизоде као што су „Девојка која је умрла” / „Жена која је живела” и „Суочење са гавраном” / „Послато са небеса” / „Ђаволски упоран” су повезани кроз лабаве лукове приче, али се сматрају одвојеним када су у питању њихови одговарајући бројеви прича.
| Специјал (2014) |    |                         |                   |                              |                     |      |
| 117 | —  | „Последњи Божић”        | Пол Вилмсхерст    | Стивен Мофат                 | 25. децембар 2014.  | 8,28 |
| Клара Освалд открива Деда Мраза на свом крову. Дванаести Доктор долази и одводи је у ТАРДИС. На Северном полу, група научника ради на покушају да спасе своје колеге из базе које су преузеле Сновите крабе, ванземаљски ракови који изазивају стање сна док прождиру људски мозак. Доктор и Клара стижу у базу и нападају их крабе, само да би их спасио Деда Мраз. Клару полако прождире једна краба. Доктор улази у Кларин сан са још једном крабом да је пробуди. Клара и Доктор се буде, што убија крабе који их прождиру. Доктор схвата да су сви у вишеслојном сну, а Деда Мраз је део тога. Они побегну након што сањају да их Деда Мраз вози кући. Једно по једно се буде док не остане само Клара. Доктор буди и уклања крабу са Кларе, само да би открио да је Клара сада старија жена. Појављује се Деда Мраз и Доктор схвата да још увек сања. Пробудивши се, Доктор ослобађа Клару, сада млађу, од крабе. Он пита Клару да ли жели да му се придружи на ТАРДИС-у и она прихвата. |    |                         |                   |                              |                     |      |
| Серијал |    |                         |                   |                              |                     |      |
| 118 | 1  | „Мађионичарев шегрт”    | Хети Мекдоланд    | Стивен Мофат                 | 19. септембар 2015. | 6,54 |
| Доктор покушава да спасе дечака на бојном пољу, али када открије да је дечак мали Даврос, напушта га и нестаје. На Земљи, Клару позива UNIT када се сви светски авиони зауставе на небу, и они откривају да Миси узрокује овај феномен. Миси има последњу Докторову вољу, назвала је његово признање и говори Клари да морају да га пронађу. Они га прате до Есекса 1138. године, где је провео три недеље приређујући забаву. Када се Клара и Миси поново нађу са Доктором, долази Давросов агент по имену Колони Сарф и објашњава да старији Даврос жели да види Доктора, пре него што их одведе у болничку свемирску станицу. Клара и Миси откривају да је станица зграда на невидљивој планети, али како се пејзаж поново појављује, Миси идентификује планету као Скаро, матичну планету Далека. Заробљени су од стране Далека, који их наизглед убијају и уништавају ТАРДИС. Доктор се враћа на бојно поље, држећи далечко оружје, спремајући се да спасе своју пријатељицу. |    |                         |                   |                              |                     |      |
| 119 | 2  | „Вештичин фамилијар”    | Хети Мекдоланд    | Стивен Мофат                 | 26. септембар 2015. | 5,71 |
| Користећи енергију Далека, Миси је успела да напаја свој телепорт да она и Клара побегну. Њих две покушавају да пронађу Доктора пролазећи кроз канализацију која је пуна распаднутих Далека. Успешно убијају једног Далека и празне његов оклоп да би се Клара сакрила у њему. У међувремену, Доктор теши Давроса на самрти, осећајући саосећање према њему што га је у прошлости напустио као дечака. Доктор користи мало енергије регенерације да напоји Давросове апарате, који су такође повезани са сваким Далеком. Испоставља се да је ово замка и они почиње да исцрпљује Доктора да би регенерисали Давроса и Далеке. Миси спасава Доктора, а енергија такође обнавља умируће Далеке, који желе да униште функционалне Далеке. Док беже, Доктор и Миси наилазе на Клариног Далека. Миси покушава да превари Доктора да је убије, али не успева након што Далек затражи милост. Миси бежи. Користећи своје нове соничне наочаре за сунце, Доктор призива ТАРДИС, који је такође избегао уништење својим аутоматизованим системима. Доктор се затим враћа на бојно поље, где не убија Давроса, већ уништава мине да би га ослободио, а затим му помаже да оде кући. |    |                         |                   |                              |                     |      |
| 120 | 3  | „Испод језера”          | Данијел О'Хара    | Тоби Вајтхаус                | 3. октобар 2015.    | 5,63 |
| Доктор и Клара стижу у подводну базу 2119. године. Тамошња војна екипа је открила ванземаљску летелицу у рушевинама потопљеног шкотског града са знаковима изгребаним на унутрашњим зидовима, али је командант Моран убијен по открићу. Ноћу се појављују духови Морана и Тиволијанца. Доктор и остали покушавају да ухвате духове и схвате шта желе, и сазнају да понављају координате. Проналазе неотворену стазисну комору у цркви до које су водиле координате. Доктор закључује да се духови користе за слање позива на локацију. Доктор одлучује да се врати пре поплаве и сазна право значење сигнала. Клара, вршилац дужности команданткиња Кес и члан посаде Лан су одвојени од Доктора и чланова посаде О'Донелове и Бенета. Убрзо након што Доктор, О'Донелова и Бенет оду у ТАРДИС, Клара примећује новог духа у језеру, само да би открила да је то Доктор. |    |                         |                   |                              |                     |      |
| 121 | 4  | „Пре потопа”            | Данијел О'Хара    | Тоби Вајтхаус                | 10. октобар 2015.   | 6,05 |
| Доктор, Бенет и О'Донелова слећу 1980. годину. Откривају да је Тиволијанац, Прентис, још увек жив, да натпис још није загребан у зид, а Прентис је слетео на Земљу да сахрани свог бившег робовласника, Краља Рибара. Доктор контактира Клару 2119, која му каже да Докторов дух изговара њихова имена. Дух ослобађа остале из Фарадејевог кавеза. Године 1980. буди се Краљ Рибар, убија Прентиса и исписује знакове на зиду. О'Донелова је убијена, потврђујући сумњу да Докторов дух говори редоследом којим ће умрети. Покушавајући да спасе Клару, Доктор се суочава са Краљем Рибаром. Он каже Доктору да ће духови које стварају глифи послати сигнал који ће привући армаду. Краљ Рибар је извучен из коморе, а Доктор уништава зид бране, поплавивши град. Стазисна комора се отвара 2119. да би открила Доктора унутра; његов „дух” је холограм, програмиран од стране Доктора. Холограм мами духове назад у Фарадејев кавез. Радња је временски парадокс — Доктор је програмирао духа да изговори имена јер је то оно што је порука духа говорила. |    |                         |                   |                              |                     |      |
| 122 | 5  | „Девојка која је умрла” | Ед Базалгет       | Џејми Метисон и Стивен Мофат | 17. октобар 2015.   | 6,56 |
| Након што су их Викинзи ухватили, Доктор и Клара су доведени у њихово село. Раса освајача под називом Мајери убија сеоске ратнике и исцрпљује им њихов тестостерон и адреналин. Доктор и Клара почињу да обучавају сељане за битку након што девојка из села по имену Ашилда објави рат Мајерима. Следећег дана, Мајери нападају, а Доктор краде шлем за Ашилду. Она емитује визију змаја на друге шлемове Мајера и приморава их да се повуку, али она умире од употребе свог шлема. Доктор и Клара тугују, али онда Доктор схвата да је његово лице подсетник да не мора да следи правила времена и простора. Он користи мајерски медицински чип да врати Ашилду у живот. Ово је чини бесмртном. Он јој даје и други чип у нади да ће га дати ономе до кога јој је стало. |    |                         |                   |                              |                     |      |
| 123 | 6  | „Жена која је живела”   | Ед Базалгет       | Џејми Метисон и Стивен Мофат | 24. октобар 2015.   | 6,11 |
| Доктор је сам и на трагу ванземаљског артефакта у Енглеској 1651. године. Он прекида Ашилду, која себе сада назива „Ја”, у покушају да опљачка Луси Феншо. Током свог бесмртног живота, изгубила је многа сећања, а сада се изолује да не би изгубила вољене. Ја и Доктор краду артефакт из Лусине куће. Доктор упознаје Јаиног савезника Леандра, лавовског ванземаљца насуканог на Земљи који користи артефакт да отвори портале у свемир. Заузврат што је Ја преварила Доктора да му помогне, Леандро је пристао да јој дозволи да пође са њим да путује галаксијом. Међутим, да би се портал активирао, артефакт захтева смрт друге особе. Ја убија одметника Сема Свифта, отварајући портал. Леандро открива да је његова намера да помогне свом народу у инвазији на Земљу. Када Ја поново открије своју људскост након што је видела како свемирски бродови нападају људе, она користи медицински чип да спасе Свифта, затварајући портал. Леандрови људи га убијају због његовог неуспеха. Касније, Ја говори да ће пазити на оне које Доктор остави. |    |                         |                   |                              |                     |      |
| 124 | 7  | „Зајгонска инвазија”    | Данијел Нетхајм   | Питер Харнес                 | 31. октобар 2015.   | 5,76 |
| Мировни споразум је омогућио да 20 милиона Зајгонаца остану на Земљи, мирно живећи као прерушени људи. Две варијанте научнице Осгудове, жене и зајгонске дупликаткиње, чувале су мир све док једна од њих није умрла, а друга нестала. Доктор оставља Осгудовима Осгуд кутију да је искористе као последње средство. У Новом Мексику, одметнута зајгонска група киднапује Осгудову. У Лондону, чланица одметнуте групе по имену Бони преузима врховну команду Зајгонаца. У стамбеној згради у којој Клара живи, Клара је онесвешћена и сакривена у подземљу. Бони заузима Кларино место. Бони превари чете UNIT-а да иду у низ подземних тунела, са којима су повезани многи други лифтови широм града. Чете убијају одметнуте групе када покушају да побегну. Кејт Стјуарт напада члан групе који је прерушен у шерифа док истражује Осгудову у Новом Мексику. Доктор спасава Осгудову из заточеништва у Турмезистану и њих двоје се враћају у Лондон. Један Зајгонац, ухваћен и укрцан у авион, говори Доктору да је инвазија већ почела. Бони испаљује пројектил на њихов авион.                                                                                           |    |                         |                   |                              |                     |      |
| 125 | 8  | „Зајгонска инверзија”   | Данијел Нетхајм   | Питер Харнес                 | 7. новембар 2015.   | 6,03 |
| Доктор и Осгудова беже из авиона пре него што је оборен. У Кларином уму, Бони сазнаје да се Осгуд кутија налази у црној архиви UNIT-а. Противно жељама Зајгонаца који нису повезани са одметнутом групом, Бони намерава да започне рат против човечанства користећи Осгуд кутију да разоткрије 20 милиона Зајгонаца на Земљи. Клара се телепатски пробија кроз Бонину контролу и обавештава Доктора где се налази. Кејт, пошто је преживела сусрет у Новом Мексику, придружује се Доктору и Осгудовој. Њих троје стижу у црну архиву где је Бони пронашла две Осгуд кутије, једна која би или разоткрила Зајгонце или учинила њихове људске форме трајним, а друга која би уништила или сваког Зајгонца или све у Лондону. Када се Бони и Кејт спремају да активирају кутије, Доктор их наговара да одустану, објашњавајући да су кутије средство за осигурање мира због последица објаве рата. Бони схвата да су кутије празне. Доктор брише Кејтина сећања да би одржао мировни споразум. Бони опозива групу и каже да ће живети у миру. Бони постаје нова Осгуд дупликаткиња.                                                                                              |    |                         |                   |                              |                     |      |
| 126 | 9  | „Нема спавања”          | Џастин Молотников | Марк Гетис                   | 14. новембар 2015.  | 5,61 |
| Четворочлани спасилачки тим са Тритона стиже у Ле Веријер Лаб, свемирску станицу у 38. веку у орбити око Нептуна која је утихнула. Тамо срећу Доктора и Клару, који тврде да су проценитељи. Затим налазе Гагана Расмусена, последњег преживелог са станице и творца великих махуна званих Морфеји који скраћују време спавања да би им омогућиле да раде више, али такође су мутирале реум у углу ока у облик месождерски живота тзв. Пешчаног човека. Чопра, Дип-Андо и 474 су убијени током бекства. Расмусен планира да искористи спасилачки брод да се врати на Тритон и тамо пусти Морфеје са Пешчаним човеком, за којег каже да се сада шири спорама. Доктор уништава гравитационе штитове, шаљући станицу и брод на Нептун. Доктор коментарише да недоследности у начину на који се Морфеј шири делују замишљено попут приче. Доктор, Клара и Нагата беже у ТАРДИС. Расмусен, за кога је откривено да је и сам Пешчани човек, организовао је догађаје да би користио снимке прикупљене из визије људи како би направио видео који би људи гледали како би пренели морфејски сигнал преко Сунчевог система и како би створили више Пешчаних људи.                  |    |                         |                   |                              |                     |      |
| 127 | 10 | „Суочење са гавраном”   | Џастин Молотников | Сара Долард                  | 21. новембар 2015.  | 6,05 |
| Доктор и Клара примају телефонски позив од Ригсија, који их обавештава о чудним бројевима који су се појавили на његовом потиљку и који одбројавају, не сећајући се како их је добио. Након што га прегледају, прате његово кретање до улице са замкама у данашњем Лондону у којој су смештене ванземаљске избеглице. Затим откривају да је Ригси осуђен на смрт од стране Ја, градоначелнице улице, због убиства ванземаљца по имену Ана и да ће Ригсија убити ванземаљски гавран када тетоважа, позната као Хронолок, достигне нулу. Клара открива да се Хронолок може пренети на вољног примаоца и узима га од Ригсија, верујући да ћу је Ја поштедети и тиме им купити више времена. Доктор схвата на основу медицинских података да је Ана још увек жива; Ја се договара са са непознатом страном да Доктора превезу далеко да би улица била безбедна. Пошто је Хронолок прослеђен Клари, Ја не може да га уклони и Клара се не може спасити. Клара моли Доктора да се не освети за њу. Гавран убија Клару, а Доктор је телепортован. |    |                         |                   |                              |                     |      |
| 128 | 11 | „Послато са небеса”     | Рејчел Талалај    | Стивен Мофат                 | 28. новембар 2015.  | 6,19 |
| Доктор се телепортује у одају у замку. Прати га створење које намерава да га мучи, али открива да ће се, након некаквог признања, створење привремено повући и замак ће променити свој облик. Доктор покушава да побегне и истражује трагове који га упућују у одређену собу, у којој проналази зид направљен од азбантијума, минерала тврђег од дијаманта. Он утврђује да је у замку већ 7000 година. Схватајући шта овај и други трагови имплицирају, он узалуд покушава да песницом разбије зид, али се појављује створење и смртно га рани. Он пузи назад у собу у којој се појавио, и жртвује се баш када се конфигурација замка поново поставља, поново материјализујући копију себе тачно онако како се првобитно телепортовао. Тачним понављањем читавог циклуса догађаја безброј пута, азбентијумски зид је на крају ослабљен и он се пробија. Корачајући кроз пробој, Доктор види да је све време био унутар свог бројчаника за признање и да је сада на Галифреју, еонима у будућности. Он каже оближњем детету да оде у град и обавести Господаре времена да долази и да зна шта су урадили.                                                                  |    |                         |                   |                              |                     |      |
| 129 | 12 | „Ђаволски упоран”       | Рејчел Талалај    | Стивен Мофат                 | 5. децембар 2015.   | 6,17 |
| Уз помоћ галифрејанске војске, Доктор узурпира и протера лорда председника Расилона. Сада нови председник, Доктор сазнаје да га је Расилон затворио у бројчаник како би га натерао да призна Хибрид, за који Господари времена да ће стајати у Галифрејевим рушевинама и разоткрити Мрежу времена. Доктор захтева од Господара времена да извуку Клару са њене временске линије у тренутку њене смрти, наводно да би Доктор могао да је консултује о Хибриду. Доктор бежи од Галифреја са Кларом у ТАРДИС-у украденом из радионица испод Капитола, покушавајући да је одведе довољно далеко да се врати у живот, упркос потенцијалној штети коју наносе времену. На крају универзума, Доктор сусреће Ашилду у Галифрејевим рушевинама; њих двоје закључују да су Хибрид Доктор и Клара заједно. Доктор одлучује да уклони Кларина сећања на њега како би спречио Господаре времена да је пронађу, али Клара мења уређај тако да утиче на Доктора. Доктор се буди у пустињи Неваде где је његов ТАРДИС пребачен. Клара, путујући са Ашилдом, започиње своје путовање на Галифреј у ТАРДИС-у украденом са Галифреја да би се вратила у тренутак смрти.                      |    |                         |                   |                              |                     |      |
| Специјал (2015) |    |                         |                   |                              |                     |      |
| 130 | —  | „Мужеви Ривер Сонг”     | Даглас Мекинон    | Стивен Мофат                 | 25. децембар 2015.  | 7,69 |
| Доктор се налази на планети Мендорак Делора 5343. године, где га због случаја погрешног идентитета регрутује његова бивша сапутница и супруга Ривер Сонг да јој помогне да уклони дијамант са главе краља Хидрофлакса након његовог злонамерног покушаја да га украде. Изненађен што га Ривер не препознаје, Доктор се труди да јој саопшти вест док сазнаје више о њеном новом животу – и колико других љубавника је имала. Доктор и Ривер доносе главу Хидрофлакса на звездани брод Хармонија и искупљење како би је продали, а низ догађаја доводи до тога да Ривер открије Докторов идентитет. Звездани брод је ухваћен у удару метеора и руши се на планету Дарилијум, где су Доктор и Ривер осуђени да имају последњи заједнички састанак пре него што Ривер умре и упозна млађег Доктора. Намерно задржавајући то што је дуже могуће, Доктор коначно одлучује да попусти и организује да се изгради ресторан на планети. Доктор и Ривер тада имају свој последњи заједнички састанак, који траје 24 године − распон једне ноћи на Дарилијуму. |    |                         |                   |                              |                     |      |

### Преднаставци
Оба су преднаставци „Мађионичаревог шегрта”.
| Бр. еп. | Наслов                 | Редитељ        | Сценариста   | Премијера           |
| --- | ---------------------- | -------------- | ------------ | ------------------- |
| 1 | „Пролог”               | Хети Мекдоналд | Стивен Мофат | 11. септембар 2015. |
| Пролог који уводи у прву епизоду серијала „Мађионичарев шегрт”. Садржи сцену између Доктора и вође сестринства из Карна Охила. Разговарају о веома старом непријатељу који је позвао Доктора, на шта он одговара да неће ићи. Међутим, Охила зна да лаже. |                        |                |              |                     |
| 2 | „Докторова медитација” | Ед Базалгет    | Стивен Мофат | 15. септембар 2015. |
| Доктор се појављује у средњем веку поред Борса, који изгледа као одан пријатељ, а Борс се пита са ким мора да се суочи, питајући да ли се суочава са старим пријатељем или непријатељем. Доктор одговара да мора да медитира, али има проблема са тим. Коначно, он ипак медитира, али тек након што Борс обећа да ће остати поред њега. Током кратког времена Доктор гради бунар и центар за посетиоце.Преднаставак је емитован у биоскопима у Русији, Украјини, Канади, Данској и Сједињеним Државама заједно са 3Д приказивањем завршнице 8. серијала „Тамна вода” / „Смрт на небесима”. Доступан је преко званичне Доктор Ху Facebook странице и других онлајн извора као што су и |                        |                |              |                     |

## Избор глумаца
Девети серијал је био други са Питером Капалдијем у улози Дванаестог Доктора, а трећи и последњи у ком је глумила Џена Колман као Докторова пратиља Клара Освалд. У часопису Доктор Ху, Мишел Гомез је потврдила да ће се вратити као Миси, последња инкарнација Господара, која је служила као главни негативац у 8. серијалу. У фебруару 2015. потврђено је да ће се Миси вратити у епизодама „Мађионичарев шегрт” / „Вештичин фамилијар”, почетним епизодама серијала.
У јануару 2015. објављено је да је глумац Пол Кеј имао гостујућу улогу у првом продукцијском блоку. Касније је објављено да ће међу осталим гостујућим глумцима у првом блоку бити Аршер Али, Морвен Кристи, Нил Финглтон, Колин Мекфарлејн и Стивен Робертсон.
Џема Редгрејв се вратила у сталној улози Кејт Летбриџ-Стјуарт. Такође је потврђено да ће се Кели Хантер појавити у уводној причи заједно са Џејем Грифитсом и Клер Хигинс. Хантерова се раније појавила као архитекта сенке за Прокламацију сенке у „Украденој земљи” док се Хигинсова појавила у „Ноћи Доктора” као Охила, висока свештеница Сестринства из Карна. Најављено је 8. маја 2015. да ће се Ингрид Оливер вратити као Осгудова заједно са Џемом Редгрејв у епизодама „Зајгонска инвазија” / „Зајгонска инверзија”, причу која укључује Зајгонце, упркос њеној наизгледној смрти у претходном серијалу.
Дана 5. августа 2015. објављено је да ће Рис Ширсмит, Елејн Тан, Нит Мохан, Бетани Блек и Пол Кортни Хју имати улоге у епизоди „Нема спавања“.
Остали гости су Индија Рија Амартеифио, Дашарн Андерсон, Харки Бамбра, Данијел Хофман-Гил, Арон Нил, Деми Папаминас, Џои Прајс и Џејми Рид-Кворел. Дана 30. марта 2015. најављено је да ће се појавити Мејси Вилијамс, Руфус Хаунд, Том Стортон, Аријон Бакаре, Сајмон Липкин, Ијан Конингем, Мареј Мекартур, Барнаби Кеј, Џон Вос и Струан Роџер. Дана 19. априла 2015. објављено је да ће Дејвид Шофилд играти викиншког бога Одина. Дана 4. јуна 2015. објављено је да ће се Ребека Фронт, која је глумила заједно са Капалдијем у серији The Thick of It, појавити у епизоди „Зајгонска инвазија”. Дана 10. јуна 2015. објављено је да ће се Џоивен Вејд вратити као Ригси који се раније појавио у епизоди „Равна линија”. Робин Соанс је играо Хронолока у епизоди „Суочење са Гавраном”. Соанс се раније појавио у Доктору Хуу као Лувик у Чувару Тракена. Летиша Рајт и Наоми Еки такође су се појавиле у епизоди „Суочење са Гавраном”.
Џулијан Блич је поновио своју улогу Давроса; последњи пут се појавио у улози у епизодама „Украдена земља” / „Крај путовања” 2008, док је Џои Прајс дебитовао као млађа варијанта лика. Дана 28. септембра 2015. објављено је да ће Кори Тејлор, фронтмен хеви метал бенда Slipknot, наступити у четвртој епизоди „Пре потопа”, као врисак ванземаљског војсковође Краља Рибара, коме је глас давао Питер Серафинович, а чије је тело тумачио Нил Финглтон.

## Продукција

### Развој
Пре него што је 8. серијал почео, Мофат је обећао да ће бити неизвесних судбина у 9. серијалу, како је натукнуо у часопису Доктор Ху: „Схватио сам шта се дешава у претпоследњој епизоди 9. серијала. И то је дивно. О, мислим да ово нећете видети!” Серијал је доживео повратак неизвесних завршетака, са шест од дванаест епизода подељених у два дела. Мофат је изјавио да дводелне приче нису толико повезане као сличне приче у претходним серијалима, већ су прилично различите и само нејасно повезане. У априлу 2015. Стивен Мофат је потврдио да ће Доктор Ху бити присутан још најмање пет година, продужавајући серију најмање до 2020. године.
Пошто се серијал поклао са 10. годишњицом оживљавања серије, BBC је замолио бившег директора серије и главног сценаристу Расела Т. Дејвиса да се врати, али је он одбио. Извор из BBC-а је рекао да се тек треба одлучити о плановима за годишњицу оживљавања, упркос Дејвисовој невољности да се врати. Такође је веровао да је успех оживљене серије значио да је „сада немогуће да се икада укине”. Међутим, упркос коментарима датим за Radio Times, у интервјуу за BBC Radio 2 недељу дана касније, Дејвис је рекао да би волео да напише још Доктора Хуа, нарочито филм.

### Писање
Стивен Мофат написао је уводну причу у два дела, а Кетрин Трегена је написала једну епизоду за серијал. Трегена је раније била укључена у спиноф серију Торчвуд.
У јануару 2015. Twitter страница Доктор Ху је објавила да је почело снимање епизода које је написао Тоби Вајтхаус који је претходно учествовао у епизодама „Школски сусрет”, „Вампири из Венеције”, „Божји комплекс” и „Град зван Милост”. Марк Гетис је 16. марта 2015. потврдио да ће писати епизоду за серијал. Дана 30. марта 2015, потврђено је да ће Џејми Метисон, који је претходно написао „Мумију у Оријент експресу” и „Равну линију” за 8. серијал, написати нову епизоду под називом „Девојка која је умрла” са Мофатом. Дана 8. маја 2015. објављено је да ће Питер Харнес, који је написао епизоду „Убити месец” из 8. серијала, написати причу из два дела. Џастин Молотников је требало да режира две 60-минутне епизоде, према сопственом животопису, иако су касније уклоњене. Међутим, режирао је девету и десету епизоду серијала.

### Музика
Мареј Голд је компоновао музику за овај серијал уз оркестар Бена Фостера.

### Снимање
Снимање и главна фотографија за девети серијал почели су 5. јануара 2015. у Кардифу, са епизодама „Испод језера” и „Пре потопа” које су чинили први продукцијски блок. Читање сценарија првог блока обављено је 18. децембра 2014. године. Други продукцијски блок састојао се од две епизоде Стивена Мофата, уводне дводелне. Снимање приче је одржано на Тенерифама у Шпанији у фебруару 2015. године у режији Хети Мекдоналд која је режирала епизоду „Трептај” из 2007. године.
Дана 30. марта 2015. објављено је да ће Ед Базалгет режирати две епизоде, једну коју су написали Џејми Матисон и Стивен Мофат, а другу Кетрин Трегена. Дана 8. маја 2015. BBC је објавио да је почело снимање дводелне епизоде коју је написао Питер Харнес и режирао Данијел Нетхајм. BBC је 10. јуна 2015. открио да је снимање за пети блок почело тако што је Џастин Молотников режирао епизоду „Суочење са гавраном” коју је написала Сара Долард. Дана 1. јула 2015. BBC је потврдио да ће се Рејчел Талалеј вратити да режира последње две епизоде серијала, које је написао Стивен Мофат.

## Издања

### Промоција
Дана 9. јула 2015. објављен је први трејлер за серијал заједно са потврдом емитовања епизоде „Мађионичарев шегрт”. Истог дана, Капалди, Колманова, Гомезова и Мофат су промовисали серијал на Сан Дијего Комик Кону. Дана 12. августа 2015. објављен је други трејлер за серијал. Пролог серијала објављен је на интеренту 11. септембра 2015. године. Преднаставак серијала под називом „Докторова медитација” објављена је 15. септембра 2015. и искључиво је приказиван као део 3Д биоскопског издања завршнице претходног серијала.

### Емитовање
На последњем догађају поводом 50. годишњице у БФИ-у у децембру 2013. Стивен Мофат је најавио да сви будући серијали, укључујући и девети, неће бити дељени на два дела као што је то учињено од шестог серијала. Уместо тога, они би се емитовали непрекидно и то би остао стандардни формат емитовања.
Када је снимање почело у јануару 2015. BBC је објавио да ће серијал бити емитован крајем исте године. Биоскопска пројекција епизоде „Мађионичарев шегрт” одржана је 27. августа 2015. у Единбургу у оквиру Међународног телевизијског фестивала новина The Guardian. Такође је приказана заједно са епизодом „Вештичин фамилијар” 10. септембра 2015. у Кардифу од стране BAFTA Cymru-а, након чега је уследила сесија питања и одговора.
Девети серијал од дванаест епизода почео је са приказивањем на каналу BBC One 19. септембра 2015. године. Серијал је такође премијерно приказан 19. септембра у Сједињеним Државама на каналу BBC America и у Канади на каналу Space. Пројекција епизоде „Мађионичарев шегрт” одржана је 17. септембра у Сједињеним Државама у SVA театру у Њујорку. Премијери у Канади претходио је маратон епизода Доктора Хуа које су укључивале Господара.
У Аустралији и Новом Зеланду серијал је почео са емитовањем 20. септембра на каналима ABC TV и Prime. Епизоде су у Аустралији испрва објављене путем стриминг услуге ABC iview, за разлику од 8. серијала који је истовремено емитован на ABC TV, као и на ABC1 касније исте вечери.

## Пријем
Девети серијал Доктора Хуа добио је позитивне рецензије, а неки критичари су га похвалили као једну од најбољих сезона серије до тог тренутка. Девети серијал има рејтинг одобравања од 90% на веб-сајту Rotten Tomatoes са просечном оценом 8,25/10. Консензус сајта гласи: „Питер Капалди и сценаристи су се одлучили за осећајно ангажовани тон, дозвољавајући серијалу да подигне улог за Дванаестог Доктора”. Реакције на појединачне епизоде су такође била веома позитивне, са оценама на сајту у распону од 61% до 95%, односно све су оцењене као „свеже”. Епизоде као што су „Жена која је живела” и „Послато са небеса” добиле су посебно признање, а критичари су изјавили да би прва „требало да буде епизода која ће ући у историју Доктора Хуа” и „можда је најјаче остварење у тридесет петој сезони до сада”, док је потоња означена као „ремек-дело највишег реда” и „инстант класик”. Најслабије оцењена епизода у серијалу била је епизода коју је написао Марк Гетис, „Нема спавања”, која је добила рејтинг одобравања од 61%.
У рецензијама за различите епизоде у серијалу, неки критичари су истакли 9. серијал као најбољи до сада. У својој рецензији за епизоду „Ђаволски упоран”, IGN је назвао 9. серијал „веома јаком сезоном Доктора Хуа – вероватно најбољом сезоном савремене серије” док је New York Magazine навео „Била је ово у великој мери сјајна сезона... можда чак и најбоља од када је нова серија почела” у својој рецензији за исту епизоду. Говорећи о серијалу у целини, The A.V. Club је навео: „Доктор Ху је поново сјајан, а ова сезона представља можда најбољу мешавину главе и срца серије”. Од дванаест епизода у сезони, пет су доделили савршену оцену „5” (највише за било коју сезону серије) док су још пет епизода доделили или „5−” или „4+”. Штавише, TVEquals.com је назвао 9. серијал „једном од најјачих сезона серије годинама уназад”.